# آبجکت پاسکال
آبجکت پاسکال یک زبان برنامه‌نوسی است بر مبنای سی‌پلاس‌پلاس است که از ویژگی‌های زبان‌های برنامه‌نویسی شیءگرا از جمله چندریختی‌بودن، وراثت و کپسوله‌سازی و برخی دیگر از ویژگی‌های زبان‌های برنامه‌نوسی مدرن مانند اشاره‌گرها و واسط‌ها پشتیبانی می‌کند. این زبان را می‌توان آمیزه‌ای از پاسکال و ویژگی‌های شیءگرای اسمال‌تاک دانست.
دلفی و کیلیکس هر دو بر مبنای آبجکت پاسکال هستند.
از نظر ویژگی‌ها می‌توان گفت که جاوا بیشترین نزدیکی را به آبجکت‌پاسکال دارد، با این تفاوت که آبجکت‌پاسکال یک زبان کامپایلی است.
یادگیری ساختار نوشتن کدها در آبجکت پاسکال برای برنامه‌نویسان باتجربهٔ پاسکال، ساده است و تنها چند ساعت زمان می‌برد. مشکل اصلی برای این دسته از برنامه‌نویسان خو گرفتن به سبک برنامه‌نویسی شیءگرا خواهد بود.